# Ablation Lake
Ablation Lake är en sjö i Antarktis som ligger i Västantarktis. Argentina, Chile och Storbritannien gör anspråk på området. Ablation Lake ligger 77 meter över havet.